# Hans Heinrich Formann
Hans Heinrich Formann (* 27. August 1939 in Prag; † 28. September 2016 in Gunzenhausen) war ein österreichischer Schriftsteller und Journalist.

## Leben
Hans Heinrich Formann wurde 1939 in Prag geboren und kam 1945 nach Österreich. Nach dem Abitur in Linz studierte er an der Universität Wien Zeitungswissenschaft und Kunstgeschichte. Formann war von 1963 bis 1965 Redakteur einer Linzer Tageszeitung. Von 1965 bis 1969 war er Dramaturg am Landestheater Linz und an den Württembergischen Staatstheatern Stuttgart. Formann war bis 1980 als sozialpädagogischer Mitarbeiter in der offenen Jugendarbeit der Stuttgarter Jugendhäuser und als Kulturjournalist und Kritiker bei den Stuttgarter Nachrichten, danach als freier Schriftsteller tätig. Er wohnte seit 1980 in Igelsbach, einem Ortsteil des Marktes Absberg (Landkreis Weißenburg-Gunzenhausen, Mittelfranken). Nach längerer Krankheit starb Hans Heinrich Formann im September 2016 in Gunzenhausen im Alter von 77 Jahren und fand in einem Familiengrab auf dem Grinzinger Friedhof in Wien seine letzte Ruhe.

## Werke
- Manuel und die Giraffen, 1965
- Etagenvögel, 1965
- Bonbons für Riesenkinder, 1966
- Ein Flaschenreich für die Erde, 1967
- Für alle ein Jojo, 1968
- Gesellschaft für einen Abend, Ballettlibretto, 1968
- Kreise ewiger Ufer, Lyrische Kantate, 1968
- Drei Gesänge aus dem Jahrhundert der Lysistrata, Lyrische Kantate, 1969
- Frau Nowaks Held, Hörspiel (Prod. ORF-OÖ 1971)
- Die Sanduhr, Hörspiel (Prod. ORF-OÖ 1971)
- Flugwetter, Hörspiel (Prod. DRS 1980)
- Riesenkinder im Flaschenreich, Dramen, Österr. Verlagsanstalt, 1973

## Lyrik und Texte
- Der Vorfall
- Des Pudels Kern
- Einkreisung des Objekts
- Tagebuch eines Friedfertigen
- Nichts rührt sich
- Unter Umständen
- Vom Dach in die gurrende Straße
- Die Mystifikation
- Im Rucksack
- Damals das Hochwasser im Grenzland / Pierrot
- Gitterstab wird lächeln

Unter anderem erschienen Kurzgeschichten und Texte in folgenden Bänden:
- Innsbruck '65, 1965
- Innsbruck '67, 1967
- Stillere Heimat, 1965, 1966, 1967 und 1968
- Der Pflug, 1966
- Mitternachtsgeschichten, 1969

## Auszeichnungen
- Literaturförderpreis des Landes Oberösterreich 1965
- Förderpreis der Dr.-Theodor-Körner-Stiftung, Wien 1966
- Literaturförderpreis der Sudetendeutschen Landsmannschaft, München
- Literaturpreis für Dramatik, Innsbruck 1967